# 岡田忠之
岡田 忠之（おかだ ただゆき、1967年2月13日 - ）は、茨城県水海道市（現：常総市）出身のオートバイ・ロードレースライダー。
ロードレース世界選手権 (WGP) 最高峰クラスの日本人最多勝利記録保持者（4勝：すべてGP500クラスでの記録）。
血液型はO型。愛称はTADY（タディ）。

## 来歴

### デビュー - 全日本時代
茨城県立岩井西高等学校卒業後、筑波サーキットでロードレースデビューを果たす。当時は筑波サーキットのコースマーシャルをしながらのレース活動であった。
1988年、国際A級に昇格。TS関東（ワールド・ツクバ）から全日本ロードレース選手権GP250クラスに参戦。その走りが認められ、翌1989年にホンダのサテライトワークス格のキャビンレーシングに加入、ワークスマシンNSR250を手にするや全日本GP250チャンピオンに輝く。1990年にホンダワークスのTEAM HRCに移籍、1991年まで全日本GP250を3連覇する偉業を成し遂げる。
1992年は4連覇を期待されるも、ライバルの原田哲也（ヤマハ）にタイトルを奪われランキング2位。鈴鹿のレースは原田との激しい戦いの末、写真判定でも決着がつかず、史上初の同着優勝となった。4年間の活躍を認められ翌年からのWGP（ロードレース世界選手権・現MotoGP）参戦の切符を手にする。

### 世界グランプリ時代
1993年、念願のWGP（GP250クラス）進出を果たすも、同じく世界にステップアップした原田哲也が参戦初年度にチャンピオンになったのに対し、岡田は1995年までの3年間に2勝するにとどまった。その上、全日本時代からライバルで同じホンダに所属する伊藤真一が岡田と同時に世界選手権に進出したが、伊藤が参戦するのは世界最高峰のGP500クラス。岡田自身も最高峰クラスに参戦したいのは当然であるが、それに見合う結果が出ていなかった。
そんな岡田の転機となったのが1995年の鈴鹿8時間耐久ロードレースだった。岡田の所属するホンダは鈴鹿8耐優勝をWGP・GP500クラスのタイトルと同じ価値として捉えており、岡田にとってはクラスアップへ向けた絶好のアピールの場であった。そしてアーロン・スライトとのペアで挑んだ岡田は優勝を達成し、翌年からのGP500参戦を現実のものとする。
1996年開幕戦、岡田はワークスのレプソル・ホンダからGP500にデビュー、ポールポジションを奪ってみせた。ホンダの主力・V型4気筒のNSR500に比べ非力なV型2気筒のNSR500Vでの参戦ながらランキング7位を獲得。翌1997年、活躍が認められNSR500を与えられる。インドネシアGPでは、当時圧倒的な強さを誇る王者・マイケル・ドゥーハンに競り勝ちGP500初優勝を達成、ランキングは2位まで上昇した。
GP500・4年目の1999年、岡田は3勝を上げランキング3位。また、アレックス・バロスとのペアで臨んだ鈴鹿8耐でも優勝、2勝目を記録し自身最高のシーズンとなった。しかし2000年は一転して不振に陥り、日本GP（鈴鹿）の3位が最高のランキング11位。伊藤との初ペアで挑んだ鈴鹿8耐も木曜日のフリー走行で遅いマシンに走行ラインをふさがれて、岡田が転倒。左足の靭帯を損傷。そして、決勝日の午前に行なわれたフリー走行で岡田はヘアピン先の高速コーナーでまたしても転倒を期し、決勝への出場を断念（代役は鎌田学）するなど決して良いシーズンではなかった。そしてこの年を最後に岡田はWGPから撤退する。

### SBK - シリーズ引退後
WGPを離れた岡田は2001年、ロードレース界のもう一つの世界選手権・スーパーバイク世界選手権 (SBK) に参戦する。心機一転期待されたシーズンであったが結果は未勝利に終わり、チームメイトで前年チャンピオンのコーリン・エドワーズとは水をあけられた。また、前年の雪辱を果たすべく必勝を誓った鈴鹿8耐ではトップ争いの最中に自ら転倒、2位に入るもそれは岡田の望んだ結果ではなかった。
2001年全日本ロードレース選手権最終戦鈴鹿・SB（スーパーバイク）クラス。スポット参戦で2位に入ったこのレースをもって岡田は第一線を退き、シリーズ戦からの引退を表明。翌年からの全日本TEAM HRC監督就任が合わせて発表された。
その後、ホンダのMotoGP助監督やイギリススーパーバイク選手権 (BSB) 監督を歴任。主な教え子には玉田誠、ニッキー・ヘイデン、清成龍一がいる。2006年に宇川徹に代わってホンダMotoGPテストライダーに就任。ホンダのタイトル奪還へ縁の下の力持ちとなっている。
シリーズ戦は引退しても鈴鹿8耐には2008年を除き毎年出場しており、これは同い年のライバル・伊藤真一が未だに現役ライダーとして活躍していることに対する対抗意識があるものと思われる。ただし伊藤との仲はむしろ良いほうで、4輪のスーパー耐久ではTUBEの松本玲二、伊藤とのトリオでインテグラを駆り参戦したりもしている。
2008年、ホンダの新開発ニューマチックバルブ搭載のRC212Vの実戦テストとして2000年以来となるWGPイタリアGPにスポット参戦し、14位入賞を果たす。　
また、日本のMotoGP放送解説者（～2004年：NHK-BS1、2005年～：日テレG+）としても活動。辛口解説者として知られ、特に前述の弟子に対してのコメントは厳しいものがある。
2013年からチーム監督として「イデミツ・ホンダ・チーム・アジア」を立ち上げ、高橋裕紀・中上貴晶らを擁してmoto2・Moto3クラスに参戦。2018年に青山博一に監督のポジションを譲った。現在はホンダレーシングスクール鈴鹿のプリンパルを務めている。

## 主な戦績
- 1985年

ロードレースデビュー（ノービス）
- 1986年

ジュニアに昇格
- 1987年

ジュニアGP250ランキング2位
- 1988年 - テクニカルスポーツ関東/ホンダRS250R

全日本ロードレース選手権GP250ランキング14位
- 1989年 - キャビンレーシング/ホンダNSR250

全日本ロードレース選手権GP250チャンピオン
- 1990年 - TEAM HRC/ホンダNSR250

全日本ロードレース選手権GP250チャンピオン
- 1991年 - TEAM HRC/ホンダNSR250

全日本ロードレース選手権GP250チャンピオン
- 1992年 - TEAM HRC/ホンダNSR250

全日本ロードレース選手権GP250ランキング2位
- 1993年 - /ホンダNSR250

ロードレース世界選手権GP250ランキング8位
- 1994年 - /ホンダNSR250

ロードレース世界選手権GP250ランキング2位
鈴鹿8時間耐久ロードレース 18位 （）（TEAM HRC/ホンダRVF/RC45）
- 1995年 ー/ホンダNSR250

ロードレース世界選手権GP250ランキング4位
鈴鹿8時間耐久ロードレース 優勝 （アーロン・スライト）（TEAM HRC/ホンダRVF/RC45）
- 1996年 - レプソル・ホンダ/ホンダNSR500V

ロードレース世界選手権GP500ランキング7位
鈴鹿8時間耐久ロードレース リタイア （アーロン・スライト）（カストロール・ホンダ/ホンダRVF/RC45）
- 1997年 - レプソル・ホンダ/ホンダNSR500

ロードレース世界選手権GP500ランキング2位 （1勝）
鈴鹿8時間耐久ロードレース 6位 （アーロン・スライト）（カストロール・ホンダ/ホンダRVF/RC45）
- 1998年 - レプソル・ホンダ/ホンダNSR500

ロードレース世界選手権GP500ランキング8位
鈴鹿8時間耐久ロードレース 3位 （コーリン・エドワーズ）（カストロール・ホンダ/ホンダRVF/RC45）
- 1999年 - レプソル・ホンダ/ホンダNSR500

ロードレース世界選手権GP500ランキング3位 （3勝）
鈴鹿8時間耐久ロードレース 優勝 （アレックス・バロス）（ラッキーストライク・ホンダ/ホンダRVF/RC45）
- 2000年 - レプソルYPF・ホンダ/ホンダNSR500

ロードレース世界選手権GP500ランキング11位
鈴鹿8時間耐久ロードレース 決勝不出走 （伊藤真一/鎌田学）（チーム・キャビン・ホンダ/ホンダVTR1000SPW）
- 2001年 - カストロール・ホンダ/ホンダVTR1000SP-2

スーパーバイク世界選手権 ランキング8位
鈴鹿8時間耐久ロードレース 2位 （アレックス・バロス/伊藤真一）（チーム・キャビン・ホンダ/ホンダVTR1000SPW）
この年をもってシリーズ戦から引退
- 2002年

全日本ロードレース選手権 TEAM HRC監督
鈴鹿8時間耐久ロードレース 2位 （玉田誠）（チーム・キャビン・ホンダ/ホンダVTR1000SPW）
- 2003年

ロードレース世界選手権 レプソル・ホンダ助監督
鈴鹿8時間耐久ロードレース リタイア （亀谷長純）（Team桜井ホンダ/ホンダVTR1000SPW）
- 2004年

イギリススーパーバイク選手権 HMプラント・ホンダ監督
鈴鹿8時間耐久ロードレース 9位 （亀谷長純）（RUNA阪神タイガース桜井ホンダ#80/ホンダCBR1000RR）
- 2005年

イギリススーパーバイク選手権 HMプラント・ホンダ監督
鈴鹿8時間耐久ロードレース 34位（亀谷長純）（ホンダDream Team桜井ホンダ 74/ホンダCBR1000RR）
- 2006年

HRC MotoGPテストライダー
鈴鹿8時間耐久ロードレース 4位（出口修）（セブンスター・ホンダ11/ホンダCBR1000RRW）
- 2007年

HRC MotoGPテストライダー
鈴鹿8時間耐久ロードレース 2位（カルロス・チェカ）（チーム・HRC33/ホンダCBR1000RRW）
- 2008年

HRC MotoGPテストライダー
全日本ロードレース選手権 第2戦筑波サーキット JSB1000 10位 （急募.com　HARC-PRO/ホンダCBR1000RR）
ロードレース世界選手権 イタリアGP MotoGP 14位　（レプソル・ホンダ・チーム/ホンダRC212V）

### ロードレース世界選手権
1988年から1992年までのポイントシステム：
| 順位     | 1  | 2  | 3  | 4  | 5  | 6  | 7 | 8 | 9 | 10 | 11 | 12 | 13 | 14 | 15 |
| ポイント | 20 | 17 | 15 | 13 | 11 | 10 | 9 | 8 | 7 | 6  | 5  | 4  | 3  | 2  | 1  |

1993年からのポイントシステム：
| 順位     | 1  | 2  | 3  | 4  | 5  | 6  | 7 | 8 | 9 | 10 | 11 | 12 | 13 | 14 | 15 |
| ポイント | 25 | 20 | 16 | 13 | 11 | 10 | 9 | 8 | 7 | 6  | 5  | 4  | 3  | 2  | 1  |

- 凡例
- ボールド体のレースはポールポジション、イタリック体のレースはファステストラップを記録。

| 年     | クラス | チーム            | マシン  | 1       | 2       | 3       | 4       | 5       | 6       | 7       | 8       | 9       | 10     | 11     | 12      | 13    | 14      | 15     | 16      | 17    | 18    | ポイント | 順位 | 勝利数 |
| ------ | ------ | ----------------- | ------- | ------- | ------- | ------- | ------- | ------- | ------- | ------- | ------- | ------- | ------ | ------ | ------- | ----- | ------- | ------ | ------- | ----- | ----- | -------- | ---- | ------ |
| 1989年 | 250cc  | キャビン-ホンダ   | NSR250  | JPN 6   | AUS -   | USA -   | ESP -   | NAT -   | GER -   | AUT -   | YUG -   | NED -   | BEL -  | FRA -  | GBR -   | SWE - | CZE -   | BRA -  |         |       |       | 10       | 28位 | 0      |
| 1990年 | 250cc  | ホンダ            | NSR250  | JPN RET | USA -   | ESP -   | NAT -   | GER -   | AUT -   | YUG -   | NED -   | BEL -   | FRA -  | GBR -  | SWE -   | CZE - | HUN -   | AUS -  |         |       |       | 0        | -    | 0      |
| 1991年 | 250cc  | ホンダ            | NSR250  | JPN RET | AUS -   | USA -   | ESP -   | ITA -   | GER -   | AUT -   | EUR -   | NED -   | FRA -  | GBR -  | RSM -   | CZE - | VDM -   | MAL -  |         |       |       | 0        | -    | 0      |
| 1992年 | 250cc  | HRC-ホンダ        | NSR250  | JPN 2   | AUS -   | MAL -   | ESP -   | ITA -   | EUR -   | GER -   | NED -   | HUN -   | FRA -  | GBR -  | BRA -   | RSA - |         |        |         |       |       | 15       | 13位 | 0      |
| 1993年 | 250cc  | ロスマンズ-ホンダ | NSR250  | AUS 4   | MAL 3   | JPN 2   | ESP 7   | AUT RET | GER INJ | NED RET | EUR 2   | RSM 6   | GBR 5  | CZE 11 | ITA 7   | USA 9 | FIM RET |        |         |       |       | 120      | 8位  | 0      |
| 1994年 | 250cc  | カネモト-ホンダ   | NSR250  | AUS 5   | MAL 2   | JPN 1   | ESP 3   | AUT 4   | GER 5   | NED 2   | ITA 7   | FRA 9   | GBR 2  | CZE 5  | USA 4   | ARG 1 | EUR 4   |        |         |       |       | 214      | 2位  | 2      |
| 1995年 | 250cc  | HRC-ホンダ        | NSR250  | AUS RET | MAL 3   | JPN RET | ESP 6   | GER 3   | ITA 5   | NED 3   | FRA 3   | GBR 8   | CZE 7  | BRA 3  | ARG 7   | EUR 7 |         |        |         |       |       | 136      | 4位  | 0      |
| 1996年 | 500cc  | レプソル-ホンダ   | NSR500V | MAL RET | INA RET | JPN 4   | ESP 3   | ITA 7   | FRA RET | NED 13  | GER 7   | GBR 4   | AUT 11 | CZE 7  | IMO 3   | CAT 5 | BRA 8   | AUS 2  |         |       |       | 124      | 8位  | 0      |
| 1997年 | 500cc  | レプソル-ホンダ   | NSR500  | MAL 10  | JPN 3   | ESP 3   | ITA RET | AUT 2   | FRA 3   | NED 12  | IMO 5   | GER 2   | BRA 2  | GBR 2  | CZE RET | CAT 6 | INA 1   | AUS 4  |         |       |       | 197      | 2位  | 1      |
| 1998年 | 500cc  | レプソル-ホンダ   | NSR500  | JPN 2   | MAL RET | ESP 7   | ITA INJ | FRA INJ | MAD INJ | NED 8   | GBR INJ | GER INJ | CZE 4  | IMO 7  | CAT 2   | AUS 9 | ARG 2   |        |         |       |       | 106      | 8位  | 0      |
| 1999年 | 500cc  | レプソル-ホンダ   | NSR500  | MAL 5   | JPN 15  | ESP 4   | FRA 9   | ITA 3   | CAT 2   | NED 1   | GBR 2   | GER RET | CZE 1  | IMO 4  | VAL 4   | AUS 1 | RSA 4   | BRA 7  | ARG RET |       |       | 211      | 3位  | 3      |
| 2000年 | 500cc  | レプソル-ホンダ   | NSR500  | RSA RET | MAL 6   | JPN 3   | ESP 10  | FRA 14  | ITA 8   | CAT 15  | NED 11  | GBR 10  | GER 5  | CZE 10 | POR 7   | VAL 9 | BRA 9   | PAC 10 | AUS 9   |       |       | 107      | 11位 | 0      |
| 2008年 | MotoGP | レプソル-ホンダ   | RC212V  | QAT -   | ESP -   | POR -   | CHN -   | FRA -   | ITA 14  | CAT -   | GBR -   | NED -   | GER -  | USA -  | CZE -   | RSM - | IND -   | JPN -  | AUS -   | MAL - | VAL - | 2        | 21位 | 0      |